# 拉森图博
拉森图博公司（Larsen & Toubro Ltd；简称L&T），或译拉森特博洛、拿丁集团，是一家总部位于印度孟买的跨国綜合企業，业务涉及工程、建筑、制造和金融服务等领域。

## 历史
1938年，两名丹麦工程师亨宁·霍尔克-拉森（Henning Holck-Larsen）和索伦·克里斯蒂安·图博（Søren Kristian Toubro）在孟买创立该公司，最初负责销售丹麦的乳制品和相关设备。1940年德国入侵丹麦，导致丹麦产品断供，公司转型开始做船只修造业务，后来逐渐扩张到其他领域。